# Nickelodeon Sverige
Nickelodeon Sverige ist der schwedischsprachige Sender von Nickelodeon, dem Kinderprogramm von Viacom. Er ersetzte zum 18. Juni 2008 die skandinavische Version Nickelodeon Skandinavien auf allen Verbreitungswegen.
Neben dem öffentlich-rechtlichen Barnkanalen und dem Konkurrenten Disney Channel gehört der Sender zu den drei erfolgreichsten Kindersendern in Schweden.

## Geschichte
Seit 1996 ist der skandinavische Ableger in Schweden über den analogen Verbreitungsweg Viasat verfügbar, über den terrestrischen Weg seit 2001 und sendete sein Programm mit TV6 Nature/Action World auf einer Frequenz zwischen 6:00 Uhr und 18:00 Uhr.
Im März 2008 erhielt man eine Lizenz für das Ausstrahlen einer schwedischen Variante im Zeitfenster von 5:00 Uhr bis 19:00 Uhr. Der Sendestart erfolgte am 18. Juni 2008. Bereits zu Beginn unterschied sich der Programmablauf vom skandinavischen Ableger. Weiterhin unterschied sich der Sender durch die Herkunft des Programms. Während die skandinavische Version aus London sendet, sendet das schwedische Pendant aus den Niederlanden.
Zwischen Januar 2009 und November 2013 teilte man sich eine Frequenz mit Comedy Central Sverige, seitdem strahlen beide ihr Programm unabhängig voneinander auf einer eigenen Frequenz aus. Seit dem 15. November 2013 strahlt Nickelodeon sein Programm daher bis 21:00 Uhr aus, der Sendestart blieb bei 5:00 Uhr bestehen. Zum 1. Oktober 2015 wurde der Sendeschluss auf 22:00 Uhr verlegt.